# Chrétien Joseph Ernest Grégoire de Lannoy
Pour les articles homonymes, voir Lannoy (homonymie).
Pour les autres membres de la famille, voir Maison de Lannoy.
Chrétien Joseph Ernest Grégoire de Lannoy, dit « Le Beau Lannoy », comte de Lannoy, de La Motterie et de Liberchies, né le 13 mai 1731 à Bruxelles où il est mort le 26 mars 1822, est un membre de la Cour du gouverneur général Charles de Lorraine puis par la suite, sous le Premier Empire, un homme politique français.

## Biographie
Chrétien Joseph Ernest Grégoire de Lannoy naît à Bruxelles dans l'hôtel d'Arenberg le 13 mai 1731, fils de Eugène Hyacinthe de Lannoy, comte de la Motterie (1686-1755),  et de Lambertine Lamoraldine du Faing, comtesse d'Hasselt (1708-1786).
Après une vie amoureuse mouvementée, il épouse le 22 mars 1774 Marie-Catherine de Merode, princesse de Rubempré et d'Everberg, fille du comte Maximilien de Merode et de Catherine Ockermans. Elle lui donne une fille, Marie Anne Pauline Désirée, née le 24 décembre 1774 à Bruxelles.
Il est désigné le 1er floréal an XII (21 avril 1804) pour faire partie du Sénat conservateur, en raison de sa situation et de son influence dans le pays. Il y siège jusqu'à la fin du régime impérial en avril 1814.
Napoléon l'élève au titre de comte de l'Empire, en mai 1808. Chrétien-J. de Lannoy est fait commandeur de la Légion d'honneur en 1804, puis grand-croix de l'ordre de la Réunion en 1812.
Il meurt en 1822 dans l'hôtel de Lannoy à Bruxelles.

## Distinctions
- Commandeur de la Légion d'honneur (1804)
- Grand-croix de l'ordre de la Réunion (1812)
- Commandeur de l'ordre du Lion néerlandais

## Armoiries
| Figure | Blasonnement |
|        | Armes de la Maison de Lannoy D'argent à trois lions de sinople, armés et lampassés de gueules, couronnés d'or. Supportsdeux licornes d'argent accornées et crinées d'or. Cimierune tête et col de licorne d'argent le crin et la barbe d'or. DeviseVostre playsir Lannoy. Manteau de gueules, doublé d'hermine, sommé de la couronne de prince du Saint-Empire ; |
|        | Armes du comte de Lannoy et de l'Empire D'argent, aux trois lions de sinople rampants, armés, lampassés et couronnés d'or, posés deux et un ; « franc-quartier » des comtes sénateurs., Livréesblanc, verd, jaune et bleu, le verd dans les galons seulement. |

## Sources
- FRANCOIS Julien, Les comtes de Lannoy de la Motterie : aspects social et économique d'une famille noble au XVIIIème. Mémoire de Master présenté sous la direction de Madame le professeur Michèle Galand, 2013, Université Libre de Bruxelles, 148 pages.
- Biographie Nationale ; Académie Royale des Sciences, des lettres et des beaux-arts de Belgique ; 1890-1891 ; Tome 11e ; page 303
- « Chrétien Joseph Ernest Grégoire de Lannoy », dans Adolphe Robert et Gaston Cougny, Dictionnaire des parlementaires français, Edgar Bourloton, 1889-1891 [détail de l’édition]
- « BB/29/974 page 105. », Titre de comte accordé à Chrétien, Joseph, Ernest, Grégoire de Lannoy. Bayonne (mai 1808)., sur chan.archivesnationales.culture.gouv.fr, Centre historique des Archives nationales (France) (consulté le 4 juin 2011)
- « Chrétien Joseph Grégoire de Lannoy », sur roglo.eu (consulté le 7 juin 2011) ;